# Gottlob! nun geht das Jahr zu Ende
Gottlob! nun geht das Jahr zu Ende (BWV 28) is een religieuze cantate, geschreven door Johann Sebastian Bach.

## Programma
De cantate werd voor het eerst uitgevoerd op laatste zondag van het jaar 1725, 30 december. De periode tussen kerst en Epifanie was sowieso een drukke periode voor Bach, met cantate-uitvoeringen op eerste, tweede en derde kerstdag, Nieuwjaarsdag en Epifanie. In het jaar 1725 viel er ook nog een 'reguliere' zondag tussen kerst en Oud&Nieuw.

Deze cantate behoort tot de tweede cantatejaargang.
Bijbelteksten
- Lucas 2, verzen 33-40.

## Tekst
De teksten van de cantate zijn geschreven door Erdmann Neumeister. Nuimeister had de tekst van de cantate eerder voor de componist Georg Philipp Telemann gedicht (1714).
Inhoud
1. Aria (sopraan): Gottlob! nun geht das Jahr zu Ende
2. Koor: Nun lob, mein Seel, den Herren
3. Recitatief, arioso (bas): So spricht der Herr
4. Recitatief (tenor): Gott ist ein Quell
5. Aria (duet (alt, tenor)): Gott hat uns
6. Koraal: All soch dein Güt wir preisen